# Piłka siatkowa na Letniej Uniwersjadzie 2019
Piłka siatkowa na Letniej Uniwersjadzie 2019 została rozegrana w dniach 5 lipca  – 13 lipca 2019. W turnieju męskim wystartowało 20 reprezentacji, natomiast w turnieju pań 16 reprezentacji. Obrońcą tytułu mistrzowskiego sprzed 2 lat była reprezentacja Iranu wśród mężczyzn i reprezentacja Rosji wśród kobiet. Ostatecznie Rosjanki zdołały obronić tytuł, natomiast w męskim turnieju najlepsi okazali się Włosi.

## Program
|  | Eliminacje |  | Finały |

| Konkurencja      | Konkurencja | 05.07 | 06.07 | 07.07 | 08.07 | 09.07 | 10.07 | 11.07 | 12.07 | 13.07 |
| ---------------- | ----------- | ----- | ----- | ----- | ----- | ----- | ----- | ----- | ----- | ----- |
| Turniej mężczyzn |             |       |       |       |       |       |       |       |       |       |
| Turniej kobiet   |             |       |       |       |       |       |       |       |       |       |

## Medaliści
| Konkurencja:                | Złoto: | Srebro: | Brąz:   |
| Mężczyźni                   |        |         |         |
| Turniej drużynowy szczegóły | Włochy | Polska  | Rosja   |
| Kobiety                     |        |         |         |
| Turniej drużynowy szczegóły | Rosja  | Włochy  | Japonia |

## Turniej mężczyzn
| Grupa A - Ukraina - Czechy - Chile - Hongkong - Chińskie Tajpej | Grupa B - Stany Zjednoczone - Rosja - Portugalia - Chiny - Korea Południowa | Grupa C - Polska - Brazylia - Francja - Kanada - Iran | Grupa D - Włochy - Argentyna - Japonia - Meksyk - Szwajcaria |

## Turniej kobiet
| Grupa A - Rosja - Tajlandia - Kanada - Meksyk | Grupa B - Brazylia - Chiny - Niemcy - Ukraina | Grupa C - Chińskie Tajpej - Czechy - Węgry - Argentyna | Grupa D - Stany Zjednoczone - Włochy - Japonia - Szwajcaria |